# 波夫鎮區 (阿肯色州克利本縣)
波夫鎮區（英語：Poff Township）是位於美國阿肯色州克利本縣的一個行政鎮區。

## 地方資料
波夫鎮區的面積為78.64平方千米，當中陸地面積為77.32平方千米，而水域面積為1.32平方千米。根據2010年美國人口普查的數據，當地共有人口103人，而人口密度為每平方千米1.31人。